# Изгнание индийцев из Уганды

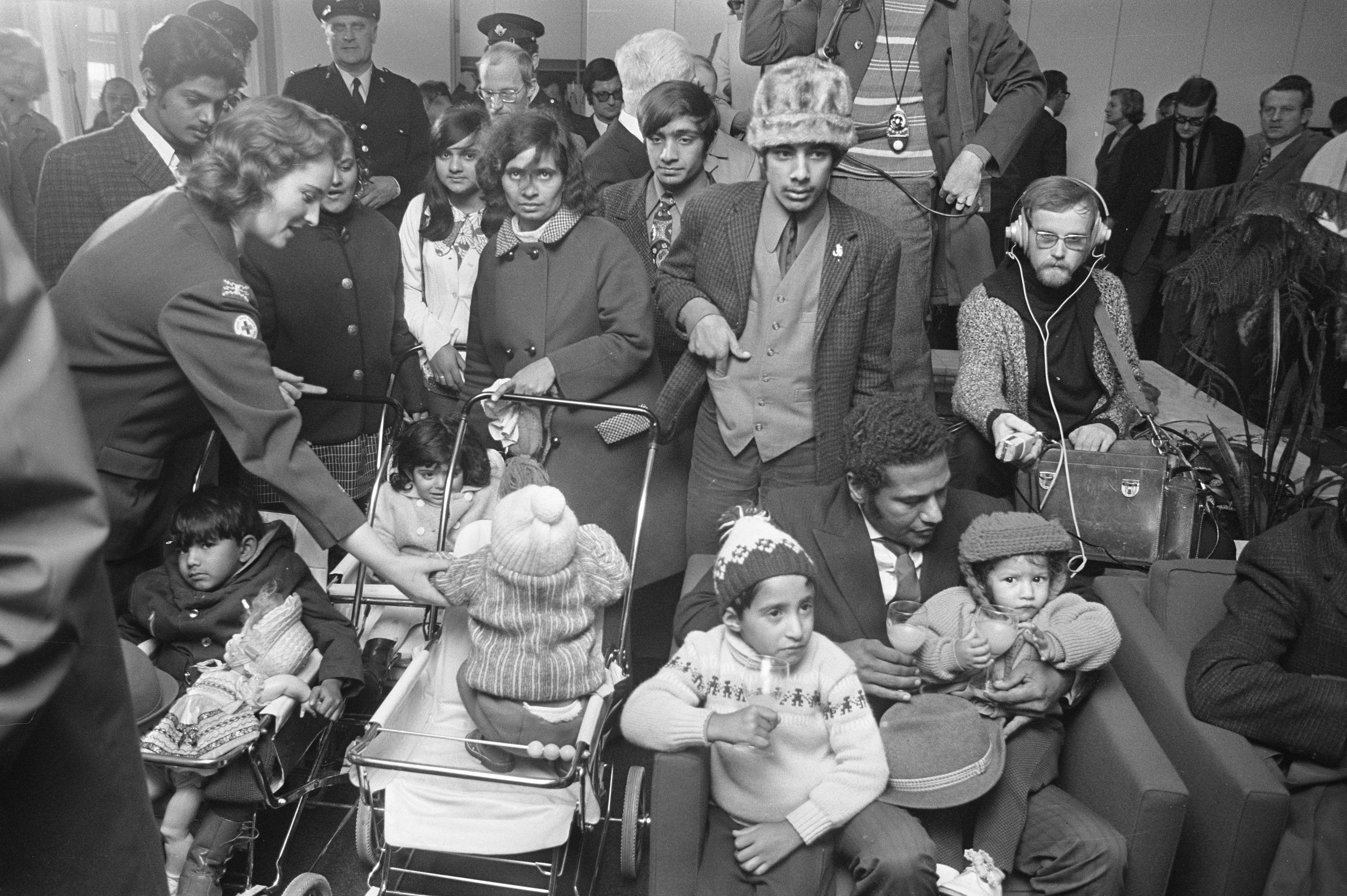
Изгнанные индийцы в Нидерландах после того, как покинули территорию Уганды в 1972 году.

В начале августа 1972 года президент Уганды Иди Амин распорядился изгнать индийское меньшинство своей страны, дав им 90 дней на то, чтобы покинуть страну. На момент изгнания в Уганде проживало около 80 000 лиц индийского происхождения (в основном гуджаратцы), из которых 23 000 подали заявления на получение гражданства и они были обработаны и приняты. Последние в конечном итоге были освобождены от высылки, но многие из них предпочли также покинуть Уганду. Изгнание произошло на фоне индофобии в Уганде, когда Иди Амин обвинил индийское меньшинство в нелояльности, неинтеграции в общество и коммерческой халатности, что отрицали индийские лидеры. Иди Амин пропагандировал изгнание индийцев, утверждая, что «возвращает Уганду этническим угандийцам».
Многие из высланных лиц были гражданами Великобритании и её колоний, а 27 200 индийцев впоследствии эмигрировали в эту страну. Около 6000 беженцев выехали в Канаду, 4500 оказались в Индии и 2500 в соседней Кении. В общей сложности в Уганде было перераспределено в пользу африканцев около 5655 индийских фирм, ранчо, ферм и сельскохозяйственных угодий, а также автомобили, дома и другие предметы домашнего обихода.

## Предыстория
Присутствие выходцев из Южной Азии в Уганде было результатом политики британской администрации в период между 1894 и 1962 годами. Они были доставлены в протекторат Уганды британцами, чтобы занять положение между европейцами и африканцами на средних ступенях торговли и управления. Кроме того, в 1890-х годах 32 000 рабочих из Британской Индии были доставлены в Юго-Восточную Африку по трудовым договорам для работы на строительстве Угандийской железной дороги. Большинство выживших индийцев вернулись домой, но 6724 человека решили остаться в районе Великих Африканских озёр после завершения строительства железнодорожной линии. На момент изгнания в Уганде проживало около 80 000 лиц южноазиатского происхождения, из которых 23 000 подали заявления о предоставлении гражданства и они были приняты и обработаны. Около 50 000 индийцев имели британское подданство, хотя сам Иди Амин использовал явно преувеличенную цифру 80 000 владельцев британских паспортов в своей первой речи об изгнании.
Британцы инвестировали в образование индийского меньшинства, а не коренного населения Уганды. К началу 1970-х годов многие индийцы Юго-Восточной Африки и Уганды были заняты в портняжном и банковском бизнесе, индофобия же укоренилась в обществе с началом правления Иди Амина в феврале 1971 года. Хотя не все индийцы Уганды были материально обеспечены, в среднем они жили лучше, чем коренные жители, составляя при этом 1 % населения и получая пятую часть национального дохода. Индийцев стереотипизировали как «простых торговцев» и называли «дукаваллас» (профессиональный термин, переросший в антииндийское оскорбление во времена Иди Амина), которые пытались обмануть ничего не подозревающих покупателей и заботились только о своих семьях. И наоборот, не было ничего необычного в том, чтобы обнаружить, что индийцы обладают идеей превосходства и отрицательными представлениями о способностях и эффективности африканцев. Расовая сегрегация была узаконена. Закрытые этнические общины оказывали элитные медицинские и школьные услуги. Кроме того, тарифная система в Уганде исторически была ориентирована на экономические интересы торговцев из Южной Азии.
Правительство Милтона Оботе проводило политику «африканизации», что было в том числе направлено против индийцев Уганды. Комитет 1968 года по «африканизации торговли и промышленности» внёс далекоидущие индофобские предложения, а в 1969 году была введена система разрешений на работу и торговых лицензий, чтобы ограничить роль неграждан из числа индийцев в экономической и профессиональной деятельности. Тем не менее, политика Иди Амина значительно ускорилась. В августе 1971 года Иди Амин объявил о пересмотре статуса гражданства, присвоенного членам индийской общины Уганды, после чего в октябре того же года была объявлена перепись индийского населения страны. Чтобы разрешить «недоразумения» относительно роли индийского меньшинства Уганды в обществе, он затем созвал индийскую «конференцию» на 7-8 декабря. В меморандуме, представленном на второй день конференции, Иди Амин выразил надежду, что «широкий разрыв» между угандийскими индийцами и африканцами сократится. Отдавая должное вкладу индийцев в экономику и профессиональную деятельность, он обвинил меньшинство индийского населения в нелояльности, отказе от интеграции и коммерческой халатности, что оспаривалось индийскими лидерами. На спорный вопрос о гражданстве, он сказал, что его правительство признает уже полученное гражданство Уганды индийцами, но все невыполненные заявки на получение гражданства (которое к этому моменту, как считалось, составляло более 12000 человек) будут отменены .
Изгнание этнического меньшинства было не первым в истории Уганды, поскольку кенийцы, насчитывающие около 30 000 человек, были депортированы из страны в 1969—1970 годах.

## Изгнание

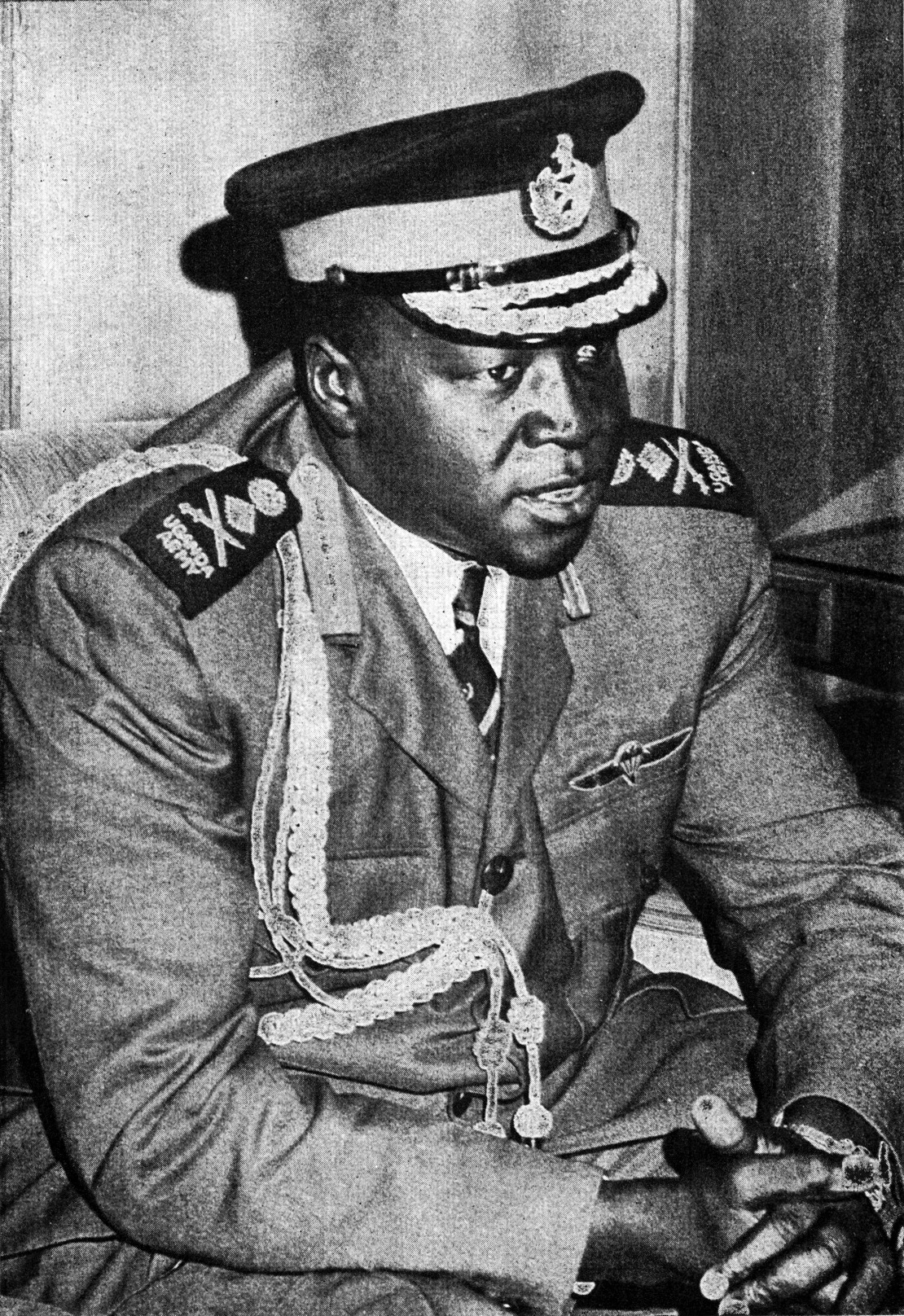
Иди Амин, вскоре после изгнания индийцев.

4 августа 1972 года Иди Амин заявил, что Великобритании придётся взять на себя ответственность за британских подданных индийского происхождения, обвинив их в «саботаже экономики Уганды и поощрении коррупции». Крайний срок для британских подданных составил три месяца, что означало 8 ноября 1972 года. 9 августа антииндийская программа была расширена и стала включать граждан Индии, Пакистана и Бангладеш. Положение 23 000 индийцев, получивших гражданство Уганды (и особенно тех, кто не имеет другого гражданства), было менее ясным. Первоначально не включенные в список, 19 августа они, по-видимому, были добавлены в список, а через три дня после негативной международной реакции были вычеркнуты из него повторно. Многие индийцы предпочли уехать, чем терпеть дальнейшие запугивания, и в итоге в Уганде осталось только 4000 человек. Исключения для определенных профессий сначала добавлены, а затем удалены.
Точная причина изгнания индийцев осталась неясной. Некоторые из его бывших сторонников предполагают, что это решение было принято после сна, в котором, как Иди Амин утверждал, Аллах велел ему изгнать индийцев, а также замышлял месть британскому правительству за отказ предоставить ему оружие для вторжения в Танзанию. Хотя это не подтверждено, среди индийцев Уганды ходил слух, что Иди Амин влюбился в замужнюю индийскую женщину, но семья отправила её в Индию, чтобы уберечь от него, и это так разозлило Иди Амина, что он в отместку захотел изгнать всех индийцев из страны. Иди Амин поддерживал изгнание индийцев и утверждал, что возвращает Уганду этническим угандийцам, цитата его приведена в издании Uganda: a modern history: «Мы полны решимости сделать обычного угандийца хозяином своей судьбы и, прежде всего, добиться того, чтобы он наслаждался богатством своей страны. Наша целенаправленная политика заключается в том, чтобы впервые в истории нашей страны передать экономический контроль Уганды в руки угандийцев».
Угандийские солдаты в этот период безнаказанно совершали кражи, а также физическое и сексуальное насилие в отношении индийцев. Были наложены ограничения на продажу или передачу частного бизнеса индийскими жителями, и 16 августа Иди Амин ясно дал понять, что после того, как он покончит с бизнесом, принадлежащим индийцам, его следующей целью станет бизнес, принадлежащий европейцам.

## Реакция международного сообщества и последствия
Индийцы только доили корову, но не кормили её, чтобы она давала больше молока.
Теперь чёрные лица будут в каждом магазине и в каждой отрасли. Все большие машины в Уганде теперь водят африканцы, а не бывшие кровососы. Остальная Африка может поучиться у нас.
Указы Иди Амина вызвали немедленное осуждение во всем мире, в том числе в Индии. Индийское правительство предупредило Уганду о страшных последствиях, но не предприняло никаких действий, когда правительство Иди Амина проигнорировало ультиматум. Индия продолжала поддерживать дипломатические отношения с Угандой. Великобритания заморозила ссуду в размере 10,4 млн фунтов стерлингов, предоставленную годом ранее, но Иди Амин просто проигнорировал это.
Многие из индийцев были гражданами Великобритании и её колоний, и 27 200 беженцев впоследствии эмигрировали в эту страну. Из других беженцев, которые были учтены, 6000 отправились в Канаду, 4500 оказались в Индии и 2500 в Кении. Малави, Пакистан, Западная Германия и США приняли по 1000 беженцев, меньшее количество беженцев эмигрировало в Австралию, Австрию, Швецию, Норвегию, Маврикий и Новую Зеландию. Пропали без вести около 20 000 беженцев. В Уганде осталось всего несколько сотен индийцев. Не желая расширять недавно введенную иммиграционную квоту, британское правительство добивалось согласия своих заморских территорий на переселение угандийцев индийского происхождения, однако только Фолклендские острова ответили положительно. Кения и Танзания закрыли свои границы с Угандой, чтобы предотвратить наплыв беженцев.
Большинство изгнанных были низаритскими мусульманами. Ага-хан, имам низаритских исмаилитов, позвонил своему давнему другу премьер-министру Канады Пьеру Трюдо, и правительство Пьера Трюдо согласилось разрешить тысячам низаритских исмаилитов эмигрировать в Канаду. В сентябре, после телеграммы Иди Амина Генеральному секретарю ООН Курту Вальдхейму, в которой он заявил, что поддерживает обращение Адольфа Гитлера с евреями, были организованы рейсы самолетов для изгнанных индийцев. ООН направила исполнительного секретаря Экономической комиссии ООН для Африки Роберта Гардинера, который тщетно пытался убедить Иди Амина отменить решение об изгнании индийцев.
До изгнания индийцы владели многими крупными предприятиями в Уганде, но, несмотря на это, их практически полностью убрали из экономики страны. В общей сложности было перераспределено около 5655 фирм, ранчо, ферм и сельскохозяйственных угодий, а также автомобили, дома и другие предметы домашнего обихода. По политическим причинам большая часть (5443) была передана физическим лицам, 176 — государственным органам, 33 — полугосударственным организациям и 2 — благотворительным организациям. Возможно, самым большим бенефициаром стала государственная корпорация развития Уганды, которая получила контроль над некоторыми из крупнейших предприятий, хотя как быстрый характер роста, так и внезапная нехватка опытных технических специалистов и менеджеров стали проблемой для корпорации, что привело к реструктуризация отрасли в 1974—1975 годах. Экономика Уганды погрузилась в глубокий кризис из-за гражданских войн, национализации определенных отраслей и изгнания индийцев. В 1987 году президент Йовери Мусевени унаследовал экономику с самыми низкими темпами роста в Африке.

## Возвращение
Тысячи индийцев стали возвращаться в Уганду, начиная с 1986 года, когда к власти пришел Йовери Мусевени, который раскритиковал политику Иди Амина и пригласил индийцев вернуться в страну. По словам Йовери Мусевени, гуджаратцы сыграли ведущую роль в социальном и промышленном развитии Уганды. «Я знал, что это сообщество может творить чудеса для моей страны, и они делали это в течение последних многих десятилетий. Индийцы, вновь прибывшие в Уганду, помогли восстановить экономику Восточной Африки и имеют хорошее финансовое положение».

## В культуре
- 1976 год: Болливудский фильм «Гашиш» имеет пилотный сюжет об изгнании индийцев из Уганды.
- 1981 год: В фильме Шарада Пателя «Возвышение и падение Иди Амина» показаны реальные события, приведшие к изгнанию угандийских индийцев в другие страны.
- 1991 год: В фильме Миры Наир «Миссисипская масала» рассказывается история индийской семьи, которая бежала из Уганды во время беспорядков и поселилась в Миссисипи.
- 1998 год: Изгнание было изображено в романе Джайлса Фодена[англ.] «Последний король Шотландии» и в последующем фильме 2006 года.
- 2006 год: Последствия изгнания служат фоном для эпизода 2.6 телесериала «Жизнь на Марсе».
- 2008 год: Посвящен роман Шенааза Нанджи «Дитя одуванчиков» для молодых людей, который стал финалистом Премии генерал-губернатора Канады.
- 2012 год: Мемуары Азима Сомани «Разрушенные жизни: сидящие в огне» стали главной особенностью документального фильма «ITV», посвященного 40-летнему юбилею изгнания.